# Jovtneve, Kozelșciîna
Jovtneve (în ucraineană Жовтневе) este un sat în comuna Lutovînivka din raionul Kozelșciîna, regiunea Poltava, Ucraina.

## Demografie
Componența lingvistică a localității Jovtneve
     Ucraineană (89,74%)
     Rusă (10,26%)
Conform recensământului din 2001, majoritatea populației localității Jovtneve era vorbitoare de ucraineană (89,74%), existând în minoritate și vorbitori de rusă (10,26%).